# Мишел Рајан
Мишел Рајан (енгл. Michelle Ryan; Енфилд, 22. април 1984) је британска глумица. Рајанова је најпознатија по улози Зои Слејтер у сапуници Истендерси (2000−2005), као и у краткотрајној америчкој серији Бионичка жена (2007). Запажене улоге је остварила и као зла чаробница Нимуе у фантастичној серији Мерлин (2008) и као леди Кристина де Суза у научнофантастичној серији Доктор Ху (2009).